# Джало, Альваро
А́льваро Джало́ Ди́ас-Ферна́ндес (исп. Álvaro Djaló Dias-Fernandes; род. 16 августа 1999, Мадрид) — испанский футболист бисау-гвинейского происхождения, вингер клуба «Атлетик Бильбао».

## Клубная карьера
Джало — воспитанник клубов «Бегонья» и португальского «Брага». В 2020 году Альваро дебютировал за дублирующий состав последних. 7 августа 2022 года в матче против лиссабонского «Спортинга» он дебютировал в Сангриш лиге. 3 ноября в поединке Лиги Европы против шведского «Мальмё» Альваро забил свой первый гол за «Брагу». 23 февраля 2023 года в матче Лиги конференций против итальянской «Фиорентины» Джало забил гол. 